# Eugene Aram
Pour les articles homonymes, voir Aram.
Eugene Aram est un philologue anglais, né à Ramsgill, dans le comté d'York.

## Biographie
Il était fils d'un jardinier et vint s'établir à Londres en 1734. Il travaillait à la composition d'un dictionnaire comparé des langues celtique, anglaise, latine, grecque et hébraïque, et jouissait de l'estime générale, lorsqu'il fut arrêté en 1758, et convaincu d'avoir, quatorze ans auparavant, assassiné Daniel Clark, un cordonnier : il fut condamné et exécuté à York en 1759. La jalousie lui avait fait commettre ce crime. 
Eugene Aram est le sujet d'un des romans de Bulwer : Eugène Aram (en).

## Source
Cet article comprend des extraits du Dictionnaire Bouillet. Il est possible de supprimer cette indication, si le texte reflète le savoir actuel sur ce thème, si les sources sont citées, s'il satisfait aux exigences linguistiques actuelles et s'il ne contient pas de propos qui vont à l'encontre des règles de neutralité de Wikipédia.